# Cyperus michelianus
Cyperus michelianus là loài thực vật có hoa trong họ Cói. Loài này được (L.) Delile mô tả khoa học đầu tiên năm 1813.